# Torø
Torø is een Deens onbewoond eiland in de Kleine Belt, direct ten oosten van het vissersplaatsje Torø Huse, op het eiland Funen, en een paar kilometer ten zuiden van de stad Assens. Ten noorden van het eilandje ligt een baai, genaamd Torø Vig. Rondom Torø liggen verscheidene vissersplaatsen. Het eilandje maakt deel uit van de parochie Kærum, en behoort tot de gemeente Assens.
Sinds de jaren 90 is de Torøsund, de zeestraat tussen het eiland en Funen, wegens de veranderingen in stromingssnelheid vol komen te liggen met zand, waardoor er nu een natuurlijke verbinding is tussen de twee eilanden.